# Герб Заставновского района
Герб Заставновского района (укр. Герб Заставнівського району) — герб Заставнивского района Черновицкой области Украины.
Автор — А. Гречило.

## Описание
Гербовый щит закруглен. Посередине щита изображена серебряная стропила, в верхнем зелёном поле — два золотых буковых орешка, в нижнем синем — золотой карп.
Щитодержатели: с правой стороны золотой лев с красным языком, с левой — золотой бык с красными рогами. Щит увенчан золотой короной, под щитом размещена зелёная лента с надписью золотыми буквами «Заставнивский район».

## Символика
- Буковые орешки указывают на принадлежность района Черновицкой области.
- Белая (серебряная) стропила символизирует реку Днестр, что протекает по территории района.
- Золотой карп олицетворяет природные богатства местности.
- Бык является символом Буковины.
- Лев — символ Галиции.
- Корона символизирует растительность региона.